# 観測施設
観測施設 (かんそくしせつ) または観測所 (かんそくじょ、英語: Observatory) とは、天文・地震・気象などの自然現象を観測し、記録する施設のことである。観測施設で観測されたデータは予測、研究や防災など様々に活用される。

## 観測施設の例

### 地上気象観測
日本においては、全国約60か所の気象台や測候所において気圧、気温、湿度、風向、風速、降水量、積雪の深さ、降雪の深さ、日照時間、日射量、雲、視程、大気現象等の気象観測を行っている。

### 火山観測
日本国内における火山観測施設は大学等の研究機関によるものと、気象庁等の観測機関によるものに分けられる。研究機関による施設は火山の基礎研究を行うため、観測機関による施設は火山活動の監視のために設置されている。

### 水位観測
日本国内においては、海面の潮位を測定する施設は設置機関によって名称が異なっている。
河川の水位観測においては水位観測所が存在する。このため、河川の河口付近の水位観測施設は潮位を計測し、これによって潮位表・潮位曲線表をとりまとめている。
水位観測所は河川を管理する目的で時々刻々監視されており、洪水時における水位観測は洪水予報や水防活動に用いられ、渇水時においては用水の取水量や取水位の管理に用いられる。

### 地震観測
日本国内の地震観測はまず東京気象台が1884年12月に「地震報告心得」を制定して以来測候所に地震計が整備されて以降、全国的に地震計による観測体制が整えられていき、今日の気象庁の全国地震観測業務へ発展していった。また、大学や様々な行政機関等も地震調査観測を様々な手法により実施している。全国各地に設置された地震計(地震観測点)によって、地震観測網が形成されている。

### 天文観測
天体や天文現象の観測する施設としては天文台がある。国立天文台の天体望遠鏡だけでも光学望遠鏡や電波望遠鏡など用途に合わせて様々な種類が存在している。また、神岡宇宙素粒子研究施設ではニュートリノを観測する水チェレンコフ宇宙素粒子観測装置のスーパーカミオカンデや重力波望遠鏡のKAGRAが運用されている。

### その他
この他にも地軸の微小な振動運動を測定する国際緯度観測所などがある。